# Tỉnh của Bulgaria
Bản mẫu:Chính trị Bulgaria
Tỉnh (tiếng Bulgaria: области на България, đã Latinh hoá: oblasti na Bǎlgarija) là phân khu hành chính cấp đầu tiên của Bulgaria.
Kể từ năm 1999, Bulgaria đã được chia thành 28 tỉnh (tiếng Bulgaria: области – oblasti; số ít: област – oblast' tương ứng với 28 khu (tiếng Bulgaria: окръг - okrag, số nhiều: окръъиии
Các tỉnh được chia thành 265 khu tự quản (tiếng Bulgaria số ít: община – obshtina, số nhiều: общини – obshtini).

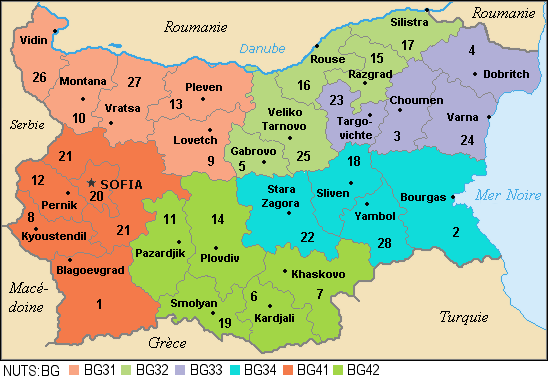
Phân phối các tỉnh theo NUTS: Cấp 1 (vùng): Bắc và Đông Nam, Tây Nam và Nam-Trung; Cấp 2 (vùng quy hoạch)

Sofia - thành phố thủ đô của Bulgaria và là khu định cư lớn nhất trong cả nước, là trung tâm hành chính của cả tỉnh Sofia và Tỉnh thành phố Sofia (Sofia - grad). Thủ đô được bao gồm (cùng với 3 thành phố khác cộng với 34 ngôi làng) trong Thành phố thủ đô Sofia (hơn 90% dân số sống ở Sofia), là đô thị duy nhất bao gồm tỉnh thành phố Sofia.

## Các tỉnh
| Tỉnh             | Dân số (Census 2001) | Dân số (Census 2011) | Tăng trưởng dân số (2001/2011) | Diện tích đất (km²) | Mật độ dân số (/km²) | Khu tự quản | Vùng quy hoạch |
| ---------------- | -------------------- | -------------------- | ------------------------------ | ------------------- | -------------------- | ----------- | -------------- |
| Blagoevgrad      | 512,118              | 581,854              | +13.6%                         | 6,449.47            | 90.22                | 14          | Tây Nam        |
| Burgas           | 423,547              | 415,817              | -1.8%                          | 7,748.07            | 54.58                | 13          | Đông Nam       |
| Dobrich          | 215,217              | 189,677              | -11.9%                         | 4,719.71            | 40.36                | 8           | Đông Bắc       |
| Gabrovo          | 144,125              | 122,702              | -14.9%                         | 2,023.01            | 59.77                | 4           | Bắc Trung bộ   |
| Haskovo          | 277,478              | 246,238              | -11.3%                         | 5,533.29            | 61.06                | 11          | Nam Trung bộ   |
| Kardzhali        | 164,019              | 152,808              | -6.8%                          | 3,209.11            | 37.90                | 7           | Nam Trung bộ   |
| Kyustendil       | 162,534              | 136,686              | -15.9%                         | 3,051.52            | 45.16                | 9           | Tây Nam        |
| Lovech           | 169,951              | 141,422              | -16.8%                         | 4,128.76            | 34.21                | 8           | Tây Bắc        |
| Montana          | 182,258              | 148,098              | -18.7%                         | 3,635.38            | 41.20                | 11          | Tây Bắc        |
| Pazardzhik       | 310,723              | 275,548              | -11.3%                         | 4,456.92            | 62.72                | 12          | Nam Trung bộ   |
| Pernik           | 149,832              | 133,530              | -10.9%                         | 2,394.22            | 56.18                | 6           | Tây Nam        |
| Pleven           | 311,985              | 269,752              | -13.5%                         | 4,653.32            | 63.98                | 11          | Tây Bắc        |
| Plovdiv          | 715,816              | 683,027              | -4.6%                          | 5,972.89            | 114.35               | 18          | Nam Trung bộ   |
| Razgrad          | 152,417              | 125,190              | -17.9%                         | 2,639.74            | 47.28                | 7           | Bắc Trung bộ   |
| Ruse             | 266,157              | 235,252              | -11.6%                         | 2,803.36            | 89.93                | 8           | Bắc Trung bộ   |
| Shumen           | 204,378              | 180,528              | -11.7%                         | 3,389.68            | 53.65                | 10          | Đông Bắc       |
| Silistra         | 142,000              | 119,474              | -15.9%                         | 2,846.29            | 41.74                | 7           | Bắc Trung bộ   |
| Sliven           | 218,474              | 197,473              | -9.6%                          | 3,544.07            | 54.16                | 4           | Đông Nam       |
| Smolyan          | 140,066              | 121,752              | -13.1%                         | 3,192.85            | 34.47                | 10          | Nam Trung bộ   |
| Sofia City       | 1,170,842            | 1,291,591            | +10.3%                         | 1,348.90            | 957.44               | 1           | Tây Nam        |
| Sofia (province) | 273,240              | 247,489              | -9.4%                          | 7,062.33            | 34.01                | 22          | Tây Nam        |
| Stara Zagora     | 370,615              | 333,265              | -10.1%                         | 5,151.12            | 67.20                | 11          | Đông Nam       |
| Targovishte      | 137,689              | 120,818              | -12.3%                         | 2,558.53            | 44.17                | 5           | Đông Bắc       |
| Varna            | 462,013              | 475,074              | +2.8%                          | 3,819.47            | 124.40               | 12          | Đông Bắc       |
| Veliko Tarnovo   | 293,172              | 258,494              | -11.8%                         | 4,661.57            | 55.19                | 10          | Bắc Trung bộ   |
| Vidin            | 130,074              | 101,018              | -22.3%                         | 3,032.88            | 32.89                | 11          | Tây Bắc        |
| Vratsa           | 243,036              | 186,848              | -23.1%                         | 3,619.77            | 45.59                | 10          | Tây Bắc        |
| Yambol           | 156,070              | 131,447              | -15.8%                         | 3,355.48            | 31.23                | 5           | Đông Nam       |